# Petr Velkoborský
Petr Velkoborský (* 21. června 1938 Praha) je český fotograf, fyzik a teoretik fotografie. Působil jako vysokoškolský pedagog na Vysoké škole uměleckoprůmyslové v Praze, Institutu fotografických studií Photogenia v Brně a Institutu tvůrčí fotografie Slezské univerzity v Opavě. Patří mezi první české propagátory vědecké exponometrické metody – zonálního systému. Publikoval několik odborných knih. Během studií na Institutu tvůrčí fotografie při Svazu českých fotografů se začal intenzivně věnovat fotografické tvorbě a vystavovat.

## Životopis
Petr Velkoborský se narodil v Praze. Značnou část dětství prožil s rodiči v Hradci Králové. Otec Fráňa Velkoborský působil jako ředitel hradecké YMCY (Křesťanského sdružení mladých mužů). V roce 1952 se rodina přestěhovala do Dobětic. V letech 1953 – 1956 studoval na jedenáctileté střední škole v Ústí nad Labem. V té době již začínal fotografovat. K fotografii jej přivedla matka – „náruživá rodinná fotografka“. Po maturitě vystudoval matematiku a fyziku na Matematicko-fyzikální fakultě Univerzity Karlovy v Praze. Promoval v roce 1961. V roce 1963 nastoupil do Geofyzikálního ústavu ČSAV v Praze, kde zprvu pracoval jako stážista. V roce 1966 se zúčastnil studijního pobytu v Moskvě (Sovětský svaz). V roce 1968 získal titul kandidát věd a pracoval na pozici vědeckého pracovníka do roku 1988. Akademický titul RNDr. obhájil v roce 1972.
V letech 1985 –1988 vystudoval Institut výtvarné fotografie při Svazu českých fotografů. Ve školním roce 1988/1998 učil obor užité fotografie na Střední průmyslové školy grafické v Praze. Od roku 1990 začal pracovat jako lektor Institutu tvůrčí fotografie Filozoficko-přírodovědecké fakulty v Opavě Slezské univerzity v Opavě. V roce 1998 odešel do důchodu. V Ateliéru fotografie na Vysoké škole uměleckoprůmyslové v Praze externě přednášel mezi lety 2000 – 2008. Od roku 2006 učil na Škole fotografie v Brně. S reklamní agenturou Leo Burnett spolupracoval v letech 1997 – 2000 na projektech Zpráva o stavu českého člověka a Češi na prahu nového tisíciletí. Od roku 2003 žije a pracuje ve Slavonicích.
Je členem Syndikátu novinářů České republiky. V roce 1990 se stal členem Svaz českých výtvarných umělců, také Fondu výtvarných umělců a v roce 1996 členem Asociace fotografů.

### Pedagog
Po ukončení Institutu výtvarné fotografie začal učit na Střední průmyslové škole grafické. Zpočátku učil matematiku, základy  fotografie, technologii pro fotografy nebo grafickou úpravy tiskovin. Během pěti let se již věnoval pouze výuce v oboru užité fotografie. Vypracoval podrobnou metodiku praktických cvičení, které zavedl do výuky. Studenty seznamoval se zonálním exponometrickým systémem.
Po odchodu profesora Vojtěcha Sapary začal vyučovat v roce 1990 předmět speciální fotografické techniky. Několik let pokračoval podle stávajících osnov, ale ve školním roce 1997/1998 nahradil speciální techniky v osnovách výuky obecnějším předmětem Základy černobílé fotografie. V roce 2006 napsal knihu o exponometrii a v témže roce začal přednášet exponometrii a senzitometrii na Škole fotografie v Brně. Studentům se věnoval také jako konzultant při přípravě klauzurních nebo diplomových prací. Ve Slavonicích pořádal pro studenty workshopy.

### Fotografická tvorba

#### Začátky
Během studií fotografoval většinou rodinné fotografie. V sedmdesátých letech dvacátého století působil jako vedoucí fotokroužku při místní organizaci ROH v Geofyzikálním ústavu. Podle vlastních slov se fotografií nikdy skutečně neživil. Vždy se cítil jako amatér. Profesionální zakázky vítal především jako možnost získávání praktických zkušeností, které využíval v pedagogické činnosti.
Fotografie podle Petra Velkoborského dokumentuje běh času, konkrétní okamžik. Často fotografoval rodinu, rodinné portréty a oslavy, přátele atd... Občas fotografoval také zátiší nebo i krajinu. Fotografoval na kinofilm, ale používal i čtvercový formát zrcadlovky. Většina jeho fotografií skončila v rodinných albech. Výjimku tvořily dvě otištěné ve Fotografii 65. Obě byly vystaveny na Mezinárodní výstavě fotografie v Přelouči v květnu roku 1965 nebo cyklus fotografií Pozdní odpoledne, vystavený v roce 1986 v Galerii Futurum a v České Třebové. V roce 1980 získal první cenu v rámci „zájmové umělecké činnosti“ za soubor fotografií Prosek starý a nový.
V prvním ročníku studia na Institutu výtvarné fotografie dokumentoval První divadelní pouť na Střeleckém ostrově. Zde také tyto fotografie „vystavoval“. Na Střeleckém ostrově poprvé potkal známého grafika a fotografa Jaroslava Krejčího a začal se věnovat divadelní fotografii. Také začal fotografovat pražské zahrady, parky nebo Karlův most. Seznámení s Janem Kašparem mu umožnilo publikovat několik let své fotografie v týdeníku Tvorba. V roce 1987 založil s Danielem Vojtíškem fotografickou galerii při divadélku Futurum na pražském Smíchově.

#### Dokumentární fotografie – sociální dokument
Studenta na Institutu výtvarné fotografie ovlivnil předmět dokumentární fotografie pedagoga Antonína Braného. Jako cvičení z daného předmětu vytvořil soubor fotografií Ulice, ve které nechci bydlet. Další projekt ve stylu humanistického resp. sociálního dokumentu Základní škola pro nevidomé (1986) byl oceněn na Chebském bienále v roce 1988. Školu ukončil absolventskou prací Služebník Boží, která vznikla ještě před revolucí jako dokument o venkovském faráři. Další jeho sociální fotografie vznikly v rámci dílen, které organizovala chebská Galerie 4. V roce 1989 vytvořil soubor fotografií z „Ústavu pro mentálně narušené ženy“ a v roce 1990 soubor z „Ústavu pro děti naprosto nemohoucí“ v Mariánských lázních. Naposledy se vrátil k sociálnímu dokumentu v roce 1991 v reportáži o vozíčkářích na Kačerově pro pražské, anglicky psané noviny Prognosis.

#### Velkoformátová abstraktní zátiší
V devadesátých letech dvacátého století začal tvořit velkoformátové inscenované fotografie s motivy abstraktního zátiší a také se statickými objekty. V roce 1993 prezentoval tyto práce v Galerii Svazu českých fotografů v pražské Kamzíkové ulici. Byly zde poprvé představeny i fotografie ze souboru Služebník Boží.
Ateliérová temná komora mu umožnila vytvářet „svět“ podle vlastních představ. S použitím jednoduchých rekvizit nafotografoval jedenáct abstraktních zastavení Křížové cesty. K vytvoření Křížové cesty formou velkoformátových inscenovaných zátiší využil stipendium Svazu českých fotografů. Tento cyklus byl vystaven v rámci projektu Status nascendi v bývalém polorozbořeném kostele Všech Svatých v Kolíně v prvních dvou říjnových dnech roku 1994. Další cyklus Křížová cesta II byl vytvořen přímo pro kostel Povýšení svatého Kříže v Moravském Berouně a vystaven současně s diplomovými pracemi studentů VŠUP v Praze.

#### Dokumentární fotografie – záměrná neostrost
Na rozdíl od subjektivní dokumentární tvorby druhé poloviny osmdesátých let, kdy používal fotografický film o šířce 35 mm (typ 135), začal na přelomu tisíciletí používat střední formát filmu. Dokumentární snímky charakterizovala neostrost. Podle vlastních slov dokumentoval lidi opouštějící města, jejich návrat k přírodě, ke zvířatům a k sobě samým. Portréty byly vystaveny v roce 2000 pod názvem LifeStyle – úniky/návraty v kladenské Malé galerii a na začátku roku 2001, doplněné o další fotografie, v Malé výstavní síni v Liberci. Několik portrétů vyšlo také v měsíčníku Fotografie magazín (2001).
Výstava Chvála neostrosti, která se uskutečnila v roce 2006 v Českých Budějovicích a následně o dva roky později v červnu roku 2008 k výročí sedmdesátých narozenin autora v ostravské Galerii Jiřího Myrona byla ohlédnutím a uzavřením další etapy fotografické tvorby. Nové práce však naznačovaly další hledání a experimentování.

#### Třicet let fotografické tvorby
V roce 2014 se v prostorách Muzea fotografie a moderních obrazových médií v Jindřichově Hradci uskutečnila obsáhlá výstava pod názvem Petr Velkoborský – fotografie, aktuálně symbolizující návrat k analogové fotografii. Byla zde prezentována tvorba z let 1984 – 2014. Expozice nabídla snímky z cyklů Křížová cesta I, Křížová cesta II nebo Třetí okruh – dokumentární fotografie z období přelomu tisíciletí, které autor vystavoval spolu se „Sdružením občanů a přátel Malé Strany a Hradčan“. Snímky portrétů prezentovaly cykly Life Style – úniky/návraty a Chvála neostrosti nebo cyklus zátiší Close Up Photography. Většinou byly vystaveny vintage printy.
Tvorba Petra Velkoborského je známa experimentálními fotografickými postupy. V temné komoře pracuje s originálním negativem. Výslednou fotografii dodatečně upravuje například vícenásobnou expozicí, nestandardním osvětlením, použitím různých druhů neostrosti, atd.
Uspořádal řadu samostatných výstav a prezentoval se na několika desítkách skupinových výstav.

## Publikační činnost
- 1995 – Tvůrčí fotografie, Slovart, překlad z anglického originálu Pocket encyklopedie of creative photografy, třetí vydání, 2000, překlad Petr Velkoborský, spolupráce Mgr. Jan P. Velkoborský ISBN 80-7209-216-2
- 1996 – Zonální systém, Petr Velkoborský, učební text, Slezská univerzita v Opavě
- 2006 – Exponometrie v analogové a digitální fotografii pomocí zonálního systému, Petr Velkoborský, Petr Vermouzek, Computer Press, ISBN 80-251-1198-9
- 2008 – Petr Velkoborský: fotografie 1986 – 2007, text Václav Podestát, Slezská univerzita, ISBN 978-80-7248-475-1
- 2020 – After eighty, České Budějovice, Petr Velkoborský ve spolupráci s Galerií Měsíc ve dne, ISBN 978-80-270-8766-2

Články otištěné v časopise Fotovideo
- Fotografujeme v ZOO, květen 2003
- Fotografujeme prostor, červen 2003
- Fotografujeme dvouokou zrcadlovkou, červenec – srpen 2003

Recenze
- 2004 – Proměna grafiky, recenze výstavy Nadi Kovaříkové v liberecké Malé výstavní síni, Atelier 3/2004

## Kurátorská činnost
- 1987 – 1991 kurátor fotografických výstav Galerie divadélka Futurum
- 2002 – lektor fotografické dílny Graselova stezka, Slavonice
- 2006 – kurátor výstavy Okno do divočiny pořádané NP a CHKO Šumava, Schwarzenberská myslivna na Březníku